# 颱風尤瑞
颱風尤瑞（英語：Typhoon Yuri，國際編號：9128，聯合颱風警報中心：30W，港澳地區譯名：俞里）為1991年太平洋颱風季第廿九個被命名的風暴，當年度第三個達到相當於萨菲尔-辛普森飓风等级當中之「五級颱風」級別的熱帶氣旋，是1991年全球最強的熱帶氣旋，亦是該年度形成位置最南的熱帶氣旋。其於11月22日起初該系統緩速移動且逐漸增強為一熱帶風暴，因而被命名為「尤瑞」，11月26日開始採取偏西路徑，翌晨尤瑞強度達至巔峰，根據日本氣象廳所測得之風力數據表示，其十分鐘近中心最大持续风速達到了220公里每小時（相當於120節、140英里每小時），並估計其最低氣壓值為895百帕。11月27日晚間行經關島南南西方約140公里之海面上。11月29日之後轉為北上，隔日穩定往東北方向加快行進，受環境轉差影響而於12月1日即轉化為一溫帶氣旋。
即使尤瑞未直接登陸，在波纳佩州依然造成了30億美元（1991年幣值）的經濟損失。而在關島，其引發之大規模风暴潮導致廣泛的海岸侵蝕，同時摧毀60至350棟建築物，經濟損失達3300萬美元（1991年幣值）。而目前，尤瑞的風眼亦是被密切觀察的研究對象之一。

## 氣象歷史
在1991年11月中旬，較弱西風出現於中北太平洋上，造就了適宜熱帶氣旋發展的大氣環境因素。11月16日在馬紹爾群島附近迅速發展的強對流雷雨活動，促使聯合颱風警報中心開始關注當地之氣象發展，監測到一熱帶擾動以逆時針方向緩慢行進，並在接下來的數日內逐漸組織其結構。11月22日午夜12時，當該系統位於楚克島東方約1590千米之海面上時，日本氣象廳將該系統升格為一熱帶低氣壓，隔日聯合颱風警報中心亦跟隨升格。該系統被認定為一熱帶氣旋之後，開始急劇發展、快速增強，隨後最大持续风速增強率幾乎為每日增強達35節，在11月23日被強度監測衛星系統認定為一熱帶風暴，給予國際編號「9128」，並命名為「尤瑞」。不久於楚克島東方約1480公里之海面上增強為一強烈熱帶風暴，此時其以22千米每小时的速率往西北西方向持續行進，且持續增強。11月24日中午12時，尤瑞的強度在波納佩島東方約335千米（相當於210英里）之海面上達到颱風級別，並開始出現風眼。
11月25日上午5時40分，十分鐘近中心最大持續風速達140公里每小時（相當於85英里每小時）的尤瑞行經波納佩島北方約85公里（相當於55英里）之海面上。在此期間，尤瑞開始順利發展，與最強颱風往往在短期內顯著增強的情況之下恰恰相反。同時，尤瑞之風暴範圍開始擴大，曾於11月27日一度測得最大直徑達600公里（相當於370英里）。11月27日午夜12時，日本氣象廳研判尤瑞已達強度巔峰，其十分鐘近中心最大持續風速已達220公里每小時（相當於120節、140英里每小時），最低氣壓跌至895百帕（相當於26.43英寸汞柱）；聯合颱風警報中心此時亦測得其一分鐘近中心最大持續風速達280公里每小時（相當於150節、175英里每小時），相當於萨菲尔-辛普森飓风等级當中之最高級別——五級颱風。
此時威力猛烈的尤瑞沿副熱帶高壓西緣行進而路徑偏北，以30公里每小時的速率行進，當晚行經關島南南西方約140公里之海面上。之後尤瑞即使減弱，不過其風暴範圍仍持續增大，一度於北马里亚纳群岛附近海面上估計最大直徑達900公里（560英里）。11月29日之後受中緯度槽線以及副熱帶高壓西北方的強盛西南風所導引，開始轉為北上，隔日穩定往東北方向加快行進，受冷空氣侵入影響而逐漸減弱，並且有轉化為溫帶氣旋的跡象，當晚減弱為一強烈熱帶風暴。12月1日上午，在硫磺岛東北東方數百公里之海面上又進一步減弱為一熱帶風暴，不久後即轉化為一溫帶氣旋。其殘餘雲系持續被監測其北上動向，直至12月3日為止。

## 影響

### 波納佩
即使尤瑞未直接登陸，在波纳佩州依然造成了300萬美元（1991年幣值）的經濟損失，這還包括了無線電塔的毀損。

### 關島
11月27日，當尤瑞行經關島南南西方約140公里之海面上時，其於當地境內挾帶達115英里每小時之強陣風，以及測得雨量達4英寸之豪雨。尤瑞所引發之大規模风暴潮，在海岸線上的浪高一度達24英尺。儘管關島民防以及其他工人試圖重建，在11月28日仍是約有四分之三的區域無電力供應。不過所幸尤瑞並未對當地造成全面衝擊，因此無人罹難。
在11月29日，幾乎全關島（佔居民13萬3000人之九成）仍然無水電供應，有2500人被收留於當地12間學校內之庇護所。總體而言，當地經濟損失達3300萬美元（1991年幣值）。

## 釋義
1. ↑  风暴潮是指平均潮汐高度和風暴產生潮汐高度之間的差距。[4]
2. ↑  聯合颱風警報中心是一個聯合美國海軍和美国空軍的專責小組，並會為西太平洋或其他地區發出熱帶氣旋警告。[6]
3. ↑  前二位為當年公元紀年末二碼（1991），末二位代表尤瑞是當年被日本氣象廳認定之第28個有達熱帶風暴標準的熱帶氣旋。

## 外部連結
- 颱風尤瑞之生命史動態衛星雲圖 （页面存档备份，存于）
- 1991年11月27日在關島所拍攝的風暴潮侵襲影片 （页面存档备份，存于）
- 日本氣象廳颱風尤瑞路徑圖片數據 （页面存档备份，存于）
- （英文）日本氣象廳1990－1999年颱風路徑文本數據 （页面存档备份，存于）
- （英文）數位颱風網　9128號颱風尤瑞詳細資訊 （页面存档备份，存于）
- （英文）聯合颱風警報中心颱風尤瑞路徑文本數據 （页面存档备份，存于）